# DMX (rapero)
Earl Simmons (Mount Vernon, Nueva York, 18 de diciembre de 1970-White Plains, Nueva York, 9 de abril de 2021), conocido por su nombre artístico DMX, fue un rapero y actor estadounidense, que saltó a la fama a finales de la década de 1990. Se caracteriza por la violencia en sus letras y materia oscura, convirtiéndolo en uno de los artistas más aclamados por los fanáticos, tanto del rap como del punk y el heavy metal. Protagonizó su propia serie de televisión, La realidad del alma de un hombre en América, a través de la red de televisión por cable BET. En 2002, DMX escribió un libro autobiográfico titulado EARL: La autobiografía de DMX. También tuvo un amplio expediente de detención.
Es el quinto rapero que más discos ha vendido, por detrás de Eminem, 2Pac y Jay-Z.[cita requerida]

## Biografía

### Inicios
Earl Simmons Wallace terminó de crecer en el complejo de viviendas de School Street, en Yonkers, Nueva York tras los problemas de conducta que tuvo en Mount Vernon. Comenzó a rapear a los 13 años, divirtiendo a la gente con sus rimas que contaba deletreando palabras, un estilo que él llamó "spellbound". Finalmente, un rapero local pidió a Earl que hiciera de beatbox para él y Simmons aceptó, tomando el nombre de DMX de una máquina digital de sonido. Al final, decidió intentar convertirse seriamente en rapero y perfeccionó sus habilidades. DMX fue todo un fan de la raza perruna Pitbull y tenía tatuado a uno de sus perros difunto. Por entonces, asistió a clase en el instituto con Mary J. Blige, en Yonkers. También estaba continuamente involucrado en peleas y era fácil verle huir de la policía. Durante ese periodo, empezó a tener batallas con otros raperos y se hizo un nombre por sí mismo en el área de New York. Sus iniciales se decía que significaban Dog Man X, Dark Man of the Unknown y Dark Man X. Lanzó su primer álbum, DMX: Unreleased and Unreleashed, siendo todo un éxito en las calles de Yonkers.

### Carrera

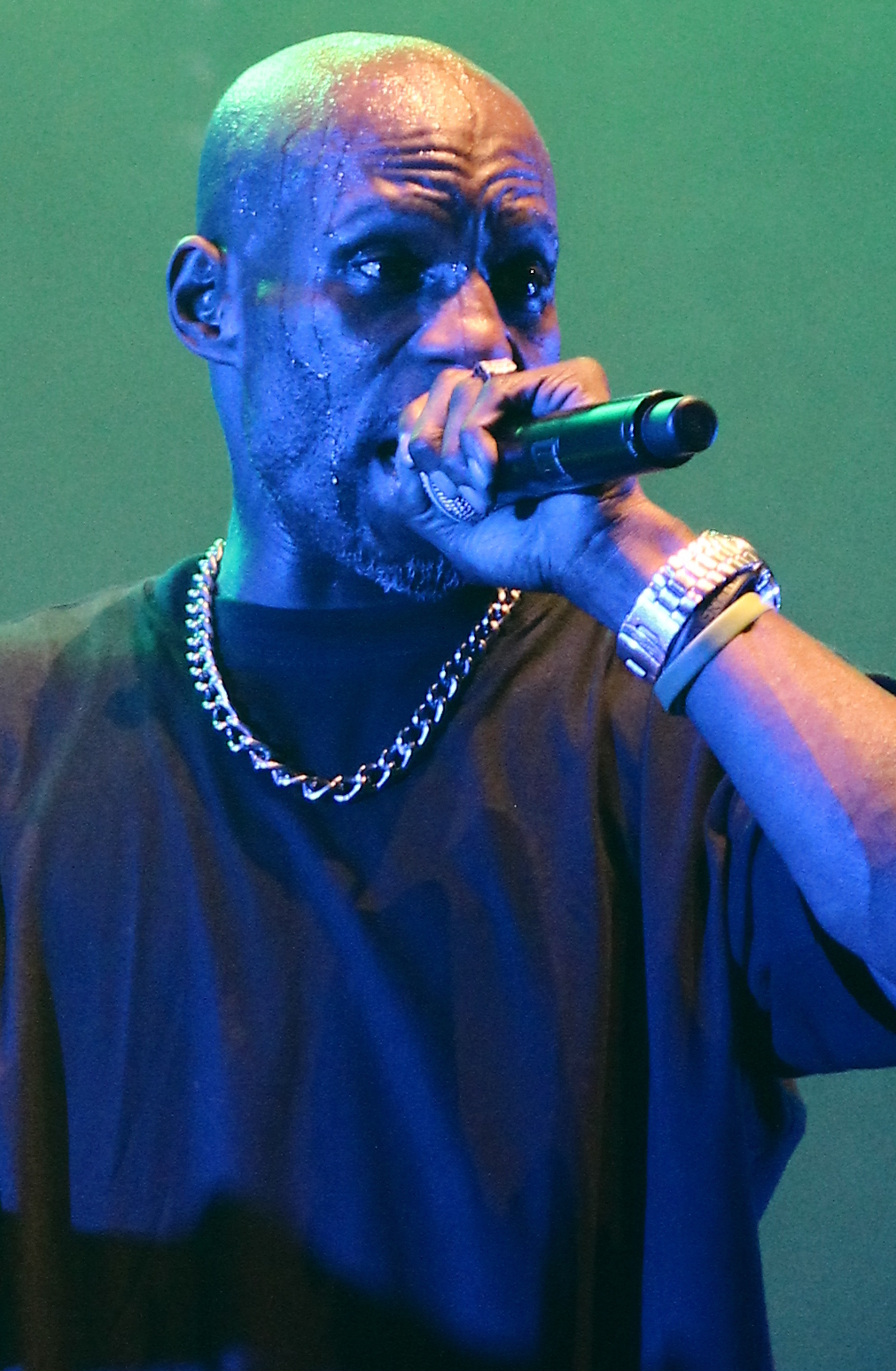
DMX en concierto

Dentro y fuera de la cárcel continuamente, DMX decidió centrarse en su carrera como rapero y dejar a un lado de una vez por todas su vida de criminal. Comenzó a buscar seriamente un acuerdo con algún sello discográfico y conectó con Irv Gotti, un A&R de
Def Jam por entonces. Al final, terminó firmando con Ruff Ryders. Ellos negociaron con los sellos Bad Boy Records que lanzó a la fama a Biggie e Interscope Records que anteriormente había lanzado a la fama a 2pac, pero finalmente se inclinaron por Def Jam.

#### It's Dark and Hell Is Hot
En el álbum It's Dark and Hell Is Hot, DMX habla mucho del infierno y del rap, interesando tanto a los fanes del rap como los del punk. Antes de este disco, DMX grabó el sencillo "Born Loser", que fue prohibido por la MTV debido a las imágenes gráficas en el video. El sencillo de debut del rapero fue "Get At Me Dog", que se convirtió en un éxito inmediato. Su críticamente aclamado estreno It's Dark and Hell Is Hot, es a menudo relacionado con la revitalización del hardcore rap en la escena del mainstream, tras las muertes de Tupac y Notorious B.I.G., y después de que Puff Daddy y Bad Boy Records dominaran las listas de éxito con su pop- rap
En 1997 apareció en el éxito "4, 3, 2, 1" de LL Cool J, en "24 Hours to Live" de Mase y en "Money, Power, & Respect" de The LOX. A principios de 1998, editó su sencillo debut en Def Jam, "Get At Me Dog". La canción fue ‘oro’ y todo un éxito en las listas de rap y dance. Este sencillo allanó el terreno a DMX para lanzar su primer álbum, It's Dark and Hell Is Hot, que debutó como número 1 en las listas de pop.
Mayormente producido por Damon "Dame Grease" Blackman (también ayudó en la producción Swizz Beatz, que se encargó del tema "Ruff Ryder's Anthem"), las comparaciones de DMX con 2Pac fueron inevitables debido a su prosperidad repentina y su agresiva presencia con el micrófono.
Vendió cuatro millones de copias. Tras el lanzamiento del álbum en mayo, DMX fue acusado de violar a una estríper en el Bronx, aunque más tarde sería declarado inocente. Hizo su debut cinematográfico junto con Nas y Method Man en la película Belly, de Hype Williams. Por esta época (1998-1999) conformó el grupo de rap Murder Inc., creado por Irv Gotti, estuvo integrado además de X por: Jay-z, Ja Rule, asociados con Mic. Geronimo; aunque no duró mucho tiempo hubo buenas canciones como:
Money, Cash and Hoes, Blackout, Murdergram, It's Murda, Why we Die, etc.

#### Flesh of My Flesh, Blood of My Blood
DMX lanzó su segundo álbum antes de que finalizara 1998. En la portada de Flesh of My Flesh, Blood of My Blood aparecía una polémica foto del rapero cubierto de sangre de cerdo real. El disco debutó como número 1 en las listas y fue triple platino. DMX acompañó a Jay-Z y a Redman & Method Man en el Hard Knock Life Tour al año siguiente. Durante una parada de viaje en Denver, DMX fue detenido por apuñalamiento, aunque más tarde sería puesto en libertad. Fue acusado de asaltar a un hombre de Yonkers que según se dice había acosado a su esposa en mayo. Los problemas para el rapero no cesaban, ya que el tío/manager de DMX fue accidentalmente disparado por casualidad en un pie, en un hotel de Nueva Jersey. La policía registró la casa de DMX en la que recogió la crueldad hacia los animales, armas, y cargos de posesión de drogas contra el rapero y su esposa.

#### ...And Then There Was X
DMX liberó su tercer álbum, ...And Then There Was X, hacia finales de 1999, convirtiéndose así en su tercer álbum consecutivo número 1 en las listas. "Party Up (Up in Here)" fue su sencillo más exitoso desde "Get at Me Dog", siendo su primer sencillo Top 10 en las listas de R&B. Sus siguientes singles, "What You Want" y "What's My Name?", fueron también populares, y el álbum es hasta la fecha el que más ha vendido de DMX, con 6 millones de copias.

#### The Great Depression
Tras resolver finalmente sus problemas con la ley, DMX volvió al estudio y completó su cuarto álbum The Great Depression. Pero antes de que firmara con Ruff Ryders apreció en varias canciones como "Ruff Ryders Anthem", tema grabado en 1993, mostrando su buena relación con Ruff Ryders Corp. El disco, una vez más, se convirtió en número 1 en las listas, siendo rápidamente platino.

#### Grand Champ
Grand Champ fue el quinto álbum consecutivo de DMX en debutar en lo más alto de las listas con muchos singles platinos como "Get it on the floor",y el aclamado "Where the hood at?", aunque la mayor parte de los críticos y fanes se sintieron decepcionados con este disco. Tras la liberación del álbum, DMX informó al público que tenía pensado retirarse del “rap game” y que Grand Champ sería su último álbum. Sin embargo, en el 2006 decidió terminar su breve retiro ya que tenía planes para la grabación de un nuevo álbum junto a uno de sus amigos de juerga Little Voodoo que pese a su corta edad como el mismo dijo "ya controlaba demasiado este mercado".
Los rumores que apuntaban que DMX había firmado con G-Unit de 50 cent fueron disipados por el propio rapero en una rueda de prensa del viernes 13 de enero de 2006. DMX había firmado por Sony BMG.

#### Year of the Dog... Again
Year of the Dog... Again, el sexto álbum de DMX, había tenido numerosos problemas y retrasos debido a cambios de discográficas y de fechas de lanzamiento. Algunos de los artistas que colaboraron en el álbum son los miembros de D-Block. En marzo de 2006 se anunciaba que el nombre del álbum había sido renombrado como Year of the Dog, Again de Here We Go, Again. Cuando DMX se cambió a Sony, Def Jam le permitió mantener todas las canciones que él había creado para el álbum. Sin embargo, se habla que la mayor parte de los temas están siendo remezclados y con producciones actualizadas. Ya que en 2006 es el año del perro, el 1 de agosto es la fecha en la que el álbum salió a la venta. DMX también apareció en el "Touch It (The Remix)" de Busta Rhymes, además de grabar un nuevo sencillo "Lord Give Me A Sign", y un nuevo video, "We in Here".

#### The Definition of X: The Pick of the Litter
The Definition of X: The Pick of the Litter, es el 7.º disco en solitario de DMX, se trata de un álbum de grandes éxitos firmados bajo Def Jam records. Def Jam todavía posee los derechos para todos las canciones de DMX con la excepción de las canciones en Year of the dog..., su último álbum. Este disco fue puesto a la venta el 12 de junio de 2007. Durante ese año, fue detenido por conducir con una licencia que había expirado y la crueldad animal.

#### Mixtape
Como su propio nombre indica fue una mixtape lanzada en 2008, esta mixtape cuenta con colaboraciones de JR Writer, Hell Rell, Rampage, Mobb Depp, Loon, G-Dep, AZ y Keith Murray.

#### Playlist Your Way
Playlist Your Way es el 8.º disco de DMX. Este disco se lanzó en 2009 y trata sobre algunas canciones populares de DMX.
Las empresas que patrocinan este disco son Def Jam y Universal Records. Este disco fue lanzado el 24 de febrero de 2009.

#### Walk with Me NowyYou'll Fly with Me Later
DMX ha firmado recientemente por Bodog Music y dijo que pondrá en libertad a sus dos próximos discos el mismo día. "Estoy agradecido por el hecho de que Bodog crea en mí, que compartimos la misma visión y el hecho de que ellos vean en mí la misma cosa que veo. Así que tienen un perro de por vida", dice DMX, según Yahoo.
Se dijo en primer lugar que serían liberados en 2008 pero con los continuos problemas con la ley del rapero se dio fecha a la primavera de 2009, lo más probable es que sean puestos en el mercado los primeros meses de 2010.
Recientemente ha aparecido en el Who's Real? (Remix) de Jadakiss junto con los demás Ruff Ryders.

#### 2011 - 2012:Undisputed
El 11 de octubre de 2011, DMX actuó en los premios BET Hip Hop de 2011. Dijo que ha estado trabajando "sin parar, todos los días" en su séptimo álbum, que luego se tituló Undisputed. Un video de una nueva canción titulada "Last Hope" fue lanzado a través de Internet el 24 de septiembre de 2011, y luego se incluyó en The Weigh In EP lanzado digitalmente el 5 de mayo de 2012.
A finales de febrero de 2012, Seven Arts Entertainment Inc. adquirió los activos musicales de United Music Media Group (que incluían un catálogo de música de DMX), y firmó con DMX un contrato de dos álbumes. Durante una actuación en el Santos Party House de Nueva York el 25 de diciembre de 2011, DMX declaró que el nuevo álbum se titulará Undisputed y se lanzará el 26 de marzo de 2012. Después de numerosos retrasos, el álbum finalmente fue lanzado el 11 de septiembre de 2012 y contó con la producción de Swizz Beatz y JR Rotem con una aparición especial de MGK.

### 2013 - 2021:Redemption of the Beasty otros trabajos
DMX anunció que había comenzado a trabajar en su octavo álbum de estudio. Se le ha visto colaborando con los productores Swizz Beatz y Dame Grease. En diciembre, después de recuperar su pasaporte, se embarcó en una gira mundial con actuaciones en Bulgaria y Kosovo.
El 7 de enero de 2015, el sello Seven Arts Music de DMX anunció que DMX lanzaría un nuevo álbum la próxima semana titulado Redemption of the Beast, pero más tarde durante el día, un amigo personal cercano y colaborador recurrente, productor/rapero/empresario Swizz Beatz confirmó que esto era falso, la gerencia de DMX también confirmaría que también era falso.
Para su próximo álbum, el colaborador de mucho tiempo Swizz Beatz declaró que dos de los colaboradores en el álbum serán Kanye West y Dr. Dre. Su canción de 2003 "X Gon 'Give It to Ya" apareció en la película de 2016 Deadpool y en sus tráileres.
El 28 de junio de 2016, DMX lanzó una nueva canción producida por Divine Bars que se tituló "Blood Red".
El 11 de enero de 2017 DMX lanzó una nueva canción producida por Swizz Beats titulada "Bain Iz Back".
El 20 de septiembre de 2019, se anunció oficialmente que DMX había firmado un nuevo contrato discográfico con Def Jam, reuniéndose con el sello por primera vez desde su álbum de 2003 Grand Champ.

## Fallecimiento
Falleció el 9 de abril de 2021 a los 50 años de edad tras haber estado durante cinco días en el hospital White Plains de Nueva York, debido a un infarto, aparentemente ocasionado por una sobredosis de drogas.

## Colaboraciones musicales
Dmx ha colaborado en muchos álbumes entre ellos:
| Año  | Título                                     | Intérprete(s)                                                    | Álbum                                             |
| ---- | ------------------------------------------ | ---------------------------------------------------------------- | ------------------------------------------------- |
| 1993 | "Born Loser"                               |                                                                  |                                                   |
| 1995 | "Time to Build"                            | Mic Geronimo, Ja Rule, Jay-Z                                     | The Natural                                       |
| 1997 | "Usual Suspects"                           | Mic Geronimo, Hussein Fatal, Ja Rule, Cormega                    | How to Be a Player                                |
| 1997 | "4, 3, 2, 1"                               | LL Cool J, Method Man, Redman, Canibus                           | Phenomenon                                        |
| 1997 | "Take What's Yours"                        | Mase                                                             | Harlem World                                      |
| 1997 | "24 Hours to Live"                         | Mase, The Lox, Black Rob                                         | Harlem World                                      |
| 1997 | "Usual Suspects (alternate version)"       | Mic Geronimo, Jadakiss, Styles P, Ja Rule, Tragedy Khadafi       | Vendetta                                          |
| 1997 | "Nothing Move But the Money (remix)"       | Mic Geronimo, Black Rob                                          |                                                   |
| 1998 | "Money, Power & Respect"                   | The Lox, Lil' Kim                                                | Money, Power & Respect                            |
| 1998 | "We Be Clubbin' (remix)"                   | Ice Cube                                                         | The Players Club                                  |
| 1998 | "Murdergram"                               | Ja Rule, Jay-Z                                                   | Streets Is Watching                               |
| 1998 | "Shut 'Em Down"                            | Onyx (banda)                                                     | Shut 'Em Down                                     |
| 1998 | "We Got This"                              | John Forté                                                       | Poly Sci                                          |
| 1998 | "Get Your Shit Right"                      | Jermaine Dupri                                                   | Life in 1472                                      |
| 1998 | "Whatcha Gonna Do?"                        | Jayo Felony, Method Man                                          | Whatcha Gonna Do?                                 |
| 1998 | "Money, Cash, Hoes"                        | Jay-Z                                                            | Vol. 2... Hard Knock Life                         |
| 1998 | "Top Shotter"                              | Sean Paul, Mr. Vegas                                             | Belly                                             |
| 1998 | "Nowhere to Run"                           | Ozzy Osbourne, Ol' Dirty Bastard, The Crystal Method, Fuzzbubble | South Park: Chef Aid                              |
| 1998 | "Ruff Ryders' Anthem (remix)"              | DJ Clue, Jadakiss, Styles P, Drag-On, Eve                        | The Professional                                  |
| 1999 | "Dog & a Fox"                              | Foxy Brown                                                       | Chyna Doll                                        |
| 1999 | "More Money, More Cash, More Hoes (remix)" | Jay-Z, Memphis Bleek, Beanie Sigel                               | The Corruptor                                     |
| 1999 | "Ryde or Die (Turf Stories version)"       | Yukmouth, Drag-On                                                | Turf Stories                                      |
| 1999 | "Life Is What You Make It"                 | Nas                                                              | I Am...                                           |
| 1999 | "Ryde or Die"                              | The Lox, Drag-On, Eve                                            | Ryde or Die Vol. 1                                |
| 1999 | "Bug Out"                                  |                                                                  | Ryde or Die Vol. 1                                |
| 1999 | "Some X Shit"                              |                                                                  | Ryde or Die Vol. 1                                |
| 1999 | "It's Murda"                               | Ja Rule, Jay-Z                                                   | Venni, Vetti, Vecci                               |
| 1999 | "The Story"                                |                                                                  | Black Gangster                                    |
| 1999 | "I Can, I Can"                             |                                                                  | The Wood                                          |
| 1999 | "Scenario 2000"                            | Eve, The Lox, Drag-On                                            | Ruff Ryders' First Lady                           |
| 1999 | "Dog Match"                                | Eve                                                              | Ruff Ryders' First Lady                           |
| 1999 | "Catz Don't Know"                          |                                                                  | Light It Up                                       |
| 1999 | "We in Here (The Tunnel version)"          | Funkmaster Flex & Big Kap, Drag-On, Eve, The Lox, Swizz Beatz    | The Tunnel                                        |
| 1999 | "Sincerity"                                | Mary J. Blige, Nas                                               | Mary                                              |
| 2000 | "Come back in one Piece"                   | Aaliyah                                                          | Soundtrack: Romeo Must Die                        |
| 2000 | "Tales from the Darkside"                  |                                                                  | The Murderers                                     |
| 2000 | "Niggas Die 4 Me"                          | Drag-On                                                          | Opposite of H2O                                   |
| 2000 | "Get It Right"                             | Drag-On                                                          | Opposite of H2O                                   |
| 2000 | "Why We Die"                               | Busta Rhymes, Jay-Z                                              | Anarchy                                           |
| 2000 | "I'm Gonna Crawl"                          | Dyme                                                             | Nutty Professor II: The Klumps                    |
| 2000 | "The Great"                                |                                                                  | Ryde or Die Vol. 2                                |
| 2000 | "Fuhgidabowdit"                            | LL Cool J, Method Man, Redman                                    | G.O.A.T.: The Greatest Hits All Time              |
| 2000 | "Rollin' (Urban Assault Vehicle)"          | Limp Bizkit, Method Man, Redman                                  | Chocolate Starfish and the Hot Dog Flavored Water |
| 2000 | "Who's Next (X-Clue-Sive)"                 | DJ Clue                                                          | The Professional, Pt. 2                           |
| 2001 | "Scream Double R"                          | Eve                                                              | Scorpion                                          |
| 2001 | "Doggz II"                                 | Redman                                                           | Malpractive                                       |
| 2001 | "Uh-Hunh!"                                 | Jadakiss                                                         | Kiss tha Game Goodbye                             |
| 2001 | "Walk with Me"                             | Big Stan                                                         | Exit Wounds                                       |
| 2001 | "Friend of Mine"                           |                                                                  | Ryde or Die Vol. 3: In the "R" We Trust           |
| 2002 | "Most High"                                | Jerzee Monet                                                     | Love & War                                        |
| 2002 | "Miss You"                                 | Aaliyah, Missy Elliot, Timbaland, Queen Latifah,...              | ''I Care 4 U                                      |
| 2003 | "Deeper"                                   | DJ Envy                                                          | The Desert Storm Mixtape: Blok Party Vol. 1       |
| 2003 | "Go To Sleep"                              | Eminem, Obie Trice                                               | Cradle 2 the Grave                                |
| 2003 | "Right/Wrong"                              |                                                                  | Cradle 2 the Grave                                |
| 2003 | "Getting Down"                             | Big Stan, Kashmir, Bazaar Royale                                 | Cradle 2 the Grave                                |
| 2003 | "What's Really Good"                       | The Diplomats                                                    | Diplomatic Immunity                               |
| 2004 | "Let's Get Crazy"                          | Drag-On                                                          | Hell and Back                                     |
| 2004 | "That's Who We Be"                         | Drag-On, Phats Bossi                                             | That Fire                                         |
| 2004 | "Put Your Money"                           | Ludacris                                                         | The Red Light District                            |
| 2005 | "Get Wild"                                 | Jadakiss, Flashy, Kartoon                                        | The Redemption Volume 4                           |
| 2006 | "Innocent Man"                             | Mark Morrison                                                    | Innocent Man                                      |
| 2007 | "Gonna Get Mine"                           |                                                                  | Smack: The Album Volume 1                         |
| 2008 | "Bad Boys"                                 | DJ GQ, J.R. Reid, Dawg E Slaughter                               | Let Em' Know                                      |
| 2008 | "Intro"                                    | The Game                                                         | L.A.X                                             |
| 2008 | "Outro"                                    | The Game                                                         | L.A.X                                             |
| 2008 | "Uh Oh"                                    | G.A.G.E                                                          | G.A.G.E                                           |
| 2009 | "Who's Real (Remix)"                       | Jadakiss, Swizz Beatz, Drag-On, Eve, Styles P, Sheek Louch       | The Last Kiss                                     |

## Carrera cinematográfica

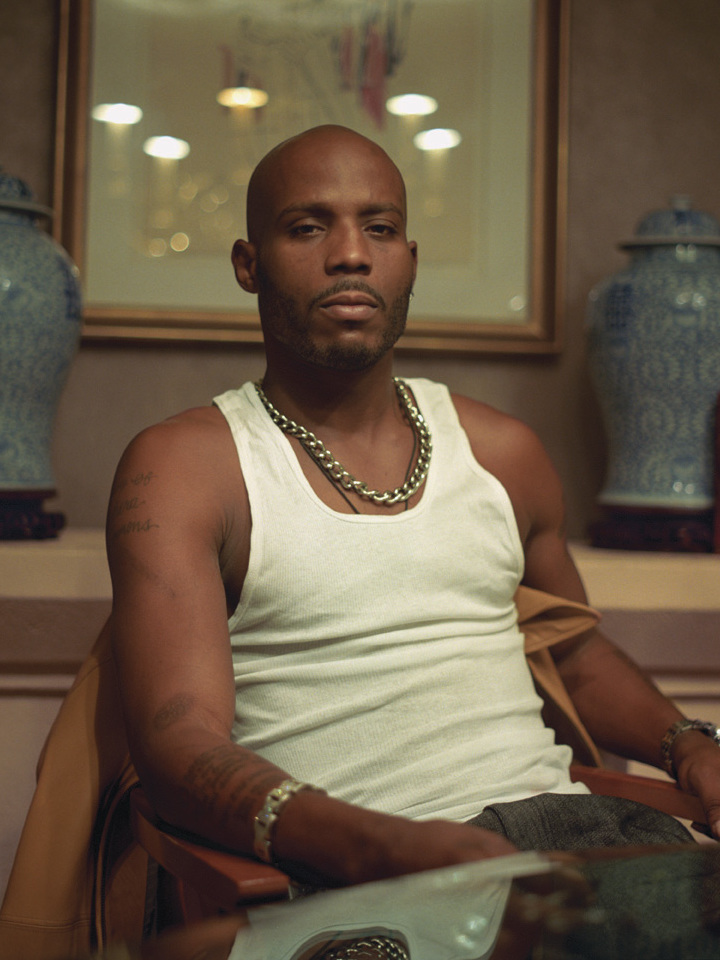
DMX en 2001.

DMX hizo su debut en el cine en Belly, película en la que aparecen otros raperos como Nas y Method Man. Aunque DMX no fuera célebre por sus interpretaciones en películas como The Jamaican BobSled Team, volvió a la pantalla grande con un papel secundario principal con Aaliyah y Jet Li en Romeo Must Die, donde interpretaba a Silk, el dueño de un club nocturno.
Poco después de su salida de la cárcel, DMX apareció en la película de acción de Steven Seagal titulada Exit Wounds, siendo número 1 en las taquillas y contribuyó en el sencillo exitoso "No Sunshine" de la banda sonora. Tras el éxito de esta película, firmó un contrato con Warner Bros. DMX trabajó de nuevo con Jet Li en Cradle 2 the Grave. La película fue número 1 en marzo de 2003 y la banda sonora debutó en el Top 10. El rapero también apareció en Never Die Alone, película basada en el libro del novelista Donald Goines. Bely llegó a los cines en invierno de 2006, de nuevo con DMX y Nas. En 2007 actuó en una película de suspenso llamada Marble City y ha hecho otros filmes como Death Toll, Father of Lies, Lords of the Street, Last Hour.
En la televisión ha participado en Third Watch en el episodio de la quinta temporada In the Lieu of Johson dando vida a un rapero, e incluso aparece cantando.

## Nominaciones y premios
Premios MTV
- MTV Awards 1999

-Mejor video de Rap: Ruff Ryders Anthem (Nominado)
- MTV Awards 2000

- Mejor Video de Rap: Party Up (Nominado)
- MTV Awards 2001

- Mejor Video de una Película: No Sunshine (Nominado)
- MTV Awards 2002

- Mejor Video de Rap: Who We Be (Nominado)
- MTV Awards 2002

- Breakthrought Video: Who We Be (Nominado)
Premios Grammy
- Grammy Awards 2001

- Rapero del Año: Party Up (Nominado)
- Grammy Awards 2002

- Rapero del Año: Who We Be (Nominado)

## Rivalidades
Ja Rule & Jay-Z

DMX con Jay-Z y Ja Rule

DMX comenzó como amigo de Ja Rule, así como de Jay-Z. Todos ellos eran parte de un grupo que en el momento fue llamado Murder Inc. (nombre utilizado más tarde por Ja Rule para un sello discográfico). DMX y Jay-Z fueron invitados en el primer álbum de Ja Rule en el tema "It's Murda". Poco después del lanzamiento de este primer álbum, Ja Rule inició una disputa de larga duración con 50 Cent. DMX se fue al lado de 50 Cent, junto con Dr. Dre, Eminem, G-Unit y Busta Rhymes.
Finalmente, las disputas de Ja Rule con Busta Rhymes, Dr. Dre y Eminem acabaron. DMX con Ja Rule también recientemente han terminado su disputa en 2009 en los VH1 Hip Hop Honors. 
Los Beef entre DMX y Jay-Z no han terminado por el momento.
Kurupt de Tha Dogg Pound
DMX estaba empezando su carrera, en la costa este se hacían beef contra la costa oeste y viceversa, principalmente entre 2Pac y Notorious BIG. Él estaba de parte de la costa este. Pronto Kurupt de Tha Dogg Pound comenzó a disertar a DMX por razones de amoríos con Foxy Brown. La disputa se calmó, pero sigue sin resolverse.

## Historial criminal

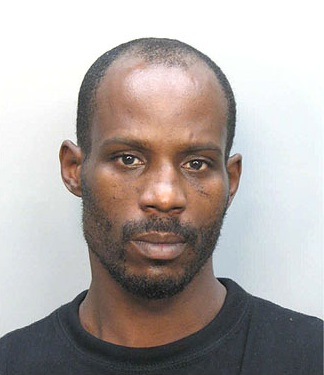
Foto policial de DMX en junio de 2008

Fue detenido varias veces en el 2008 por posesión de drogas, armas de fuego, conducir sin licencia y por intentar comprar marihuana.
El 2 de julio de 2008 DMX fue arrestado en el aeropuerto Phoenix Airport después de llegar de Miami por órdenes pendientes y no aparecer en los tribunales. Su fianza fue de $ 1075 por conducir sin licencia y $ 10 000 para los anteriores cargos de drogas.
Dos semanas más tarde, fue arrestado en un centro comercial en Phoenix. Se sospecha que dio un nombre y número de seguro social falsos a un hospital para salir sin pagar los gastos médicos. DMX es sospechoso de haber utilizado un nombre falso, "Troy Jones", y de no pagar una factura de $ 7500 a Scottsdale de la Mayo Clinic en abril. El sheriff del condado de Maricopa, Joe Arpaio, dijo que el bono de DMX no se había establecido, y si él permanece en la cárcel 4 ª avenida sería aislado del resto de los reclusos por su propia seguridad. "Es posible que no les guste su música", dijo. DMX fue liberado bajo fianza, aunque tenía que presentarse a los tribunales, finalmente fue sentenciado a 90 días en prisión el 31 de diciembre de 2008.
Salió de prisión el 22 de mayo de 2009, retrasándose cerca de dos meses su liberación por supuestos indicios de mala conducta ante un oficial dentro de la cárcel.
Volvió a entrar en prisión unos meses hasta el 6 de junio de 2010, cuando fue puesto en libertad.
El día 20 de agosto de 2013 DMX volvió a ser arrestado en Carolina del Sur. La policía dice que el artista de 42 años, cuyo verdadero nombre es Earl Simmons, viajaba como pasajero en un camión que fue detenido la noche del martes tras haber dado un giro en U no permitido en Greer. El oficial Jim Holcombe dijo que los agentes arrestaron a Simmons tras percatarse de que tenía una citación pendiente por conducir con una licencia suspendida. La policía también halló marihuana, y Simmons y el conductor fueron acusados con un cargo simple de posesión de drogas.

## Discografía

### Álbumes de estudio
- 1998: It's Dark and Hell Is Hot, #1 US (4x Platino)
- 1998: Flesh of My Flesh, Blood of My Blood, #1 US (3x Platino)
- 1999: ...And Then There Was X, #1 US (6x Platino)
- 2001: The Great Depression, #1 US (1x Platino)
- 2003: Grand Champ, #1 US (1x Platino)
- 2006: Year of the Dog... Again
- 2012: Undisputed
- 2015: Redemption of the Beast
- 2021: Exodus 1:7

### Compilaciones
- 2007: The Definition of X: The Pick of the Litter
- 2009: Playlist Your Way
- 2010: The Best of DMX
- 2011: Greatest Hits with a Twist
- 2012: Icon

### Mixtapes
- 2010: Mixtape

### EP
- 2012: The Weigh In

### Sencillos
| Año  | Canción                                 | Posiciones en lista | Posiciones en lista | Posiciones en lista | Posiciones en lista | Álbum                     |
| Año  | Canción                                 | U.S. Hot 100        | U.S. R&B/Hip-Hop    | U.S. Rap            | UK Singles Chart    | Álbum                     |
| ---- | --------------------------------------- | ------------------- | ------------------- | ------------------- | ------------------- | ------------------------- |
| 1998 | "Stop Being Greedy"                     | 79                  | 45                  | 8                   | —                   | It's Dark and Hell Is Hot |
| 1998 | "Ruff Ryders' Anthem"                   | 93                  | 33                  | 18                  | —                   | It's Dark and Hell Is Hot |
| 1998 | "How's It Goin' Down"                   | 70                  | 19                  | -                   | -                   | It's Dark and Hell Is Hot |
| 1998 | "Get at Me Dog" (con Sheek Louch)       |                     |                     |                     | -                   | It's Dark and Hell Is Hot |
| 1999 | "What's My Name?"                       |                     |                     |                     | -                   | ...And Then There Was X   |
| 2000 | "What You Want"                         |                     |                     |                     | -                   | ...And Then There Was X   |
| 2000 | "Party Up (Up in Here)"                 |                     |                     |                     | -                   | ...And Then There Was X   |
| 2000 | "Do You"                                | -                   |                     | -                   | -                   | Promo                     |
| 2001 | "Who We Be"                             | -                   |                     | -                   | -                   | The Great Depression      |
| 2001 | "We Right Here"                         | -                   |                     | -                   | -                   | The Great Depression      |
| 2001 | "No Sunshine"                           | -                   |                     | -                   | -                   | Exit Wounds               |
| 2002 | "I Miss You" (con Faith Evans)          | -                   |                     | -                   | -                   | The Great Depression      |
| 2003 | "Go to Sleep" (con Eminem & Obie Trice) |                     |                     |                     | -                   | Cradle to the Grave OST   |
| 2003 | "X Gon' Give It to Ya"                  |                     |                     |                     | -                   | Cradle 2 the Grave BSO    |
| 2003 | "Where the Hood At?"                    |                     |                     |                     |                     | Grand Champ               |
| 2003 | "Get It on the Floor" (con Swizz Beatz) |                     |                     |                     |                     | Grand Champ               |
| 2006 | "We in Here" (con Swizz Beatz)          |                     |                     |                     |                     | Year of the Dog...Again   |
| 2006 | "Lord Give Me a Sign"                   |                     |                     |                     |                     | Year of the Dog...Again   |
| 2011 | "Last Hope"                             |                     |                     |                     |                     | The Weigh In              |
| 2013 | "I Don't Dance" (con MGK)               |                     |                     |                     |                     | Undisputed                |